# Џејмс Метју Бари
Џејмс Метју Бари (енгл. James Matthew Barrie; Кириемуир, 9. мај 1860 — Лондон, 19. јун 1937) је био шкотски романописац и драматичар. Његово најпознатије дело је роман за децу „Петар Пан и Венди“, прича о дечаку Петру Пану, дечаку који живи у измишљеној земљи Недођији и не жели да одрасте. Мит о Петру Пану постао је један од највећих културолошких феномена 20. века, а земља Недођија архетип свих имагинарних места, од Платонове Републике (400. п. н. е.) до Плезентвила (филм из 1998), управо због тежњи и маште Џејмса Барија.
Део његовог живота током кога је написао своја најзначајнија дела, међу којима је и „Петар Пан” је послужио као инспирација за снимање филма „У потрази за Недођијом“ (енгл. Finding Neverland), у коме насловну улогу, Баријев лик, глуми Џони Деп.

## Биографија
Џејмс Метју Бари је рођен 9. маја 1860. у месту Кириемуир у Шкотској, као једно од десеторо деце. Његов отац Дејвид Бари био је добростојећи кројач, а мајка Маргарет Огилви књижевница. Иако су имали деветоро деце, мајчин миљеник био је Дејвид, који је преминуо у најранијем детињству.
У тринаестој години Џејмс напушта родно село. Заинтересовао се за позориште и књижевно дело Жила Верна и у Единбургу завршава универзитет, након чега се запошљава као новинар у „Нотингемским новинама” („Nothingam Journal”). Упоредо са успешном новинарском каријером, почео је да пише кратку прозу и драме.
Године 1885, празних џепова, сели се у Лондон, где живи као самостални писац. Од 1880. књижевни успеси и позитивне критике отварају му врата славе. Најпре доживљава успех са књигом о животу осмогодишње девојчице која се брине о браћи после смрти мајке, коју насловљава мајчиним именом, „Маргарет Огилви”. Осим позитивних критика, Бари у Лондону доживљава и финансијски успех.
У исто време почиње активније да се занима за позориште где упознаје своју будућу супругу, глумицу Мери Ансел, другу најважнију жену у његовом животу. Несигуран мали човек (био је висок свега 153 цм) ставља Мери на пиједестал. Венчали су се 1894. године. Иако су изгледали као савршен пар, у овом браку обоје су били несрећни. Ожалошћен због свог непроживљеног пубертета, писац је избегавао физичку интиму (не зна се да ли је у питању физичка или психичка деформација), тако да је пар остао без деце иако их је обожавао. То га још више удаљује од Мери Ансел, која је желела да буде мајка.
Тих година пише своје најбоље драме, али његово дело остаје у сенци „Петра Пана”, његовог најпознатијег књижевног јунака. Бари је дочекао и филмску верзију свог јунака, филм Петар Пан из 1924. године, у режији Волтера Бренона.
Умро је 1937. у Лондону, као цењен писац и угледан човек. Сахрањен је у родном Кириемуиру, поред својих родитеља.

## Петар Пан у делима Џ. М. Барија
Бари је написао Петра Пана као посвету синовима својих комшија и пријатеља Артура и Силвије Левелин Дејвис. Силвија Левелин Дејвис била је трећа најзначајнија жена у пишчевом животу и био је очаран њеном лепотом. Писац је почео да се појављује јако често у дому својих нових пријатеља, што је нервирало Артура, Силвијиног мужа, иначе младог и амбициозног правног заступника. Џејмс Бари је писао писма Силвији, називајући је средњим именом Жоселин, које нико није употребљавао. Он је знао да је она заљубљена у свог мужа, али је био срећан улогом сурогат-оца дечацима Левелин Дејвисових. Многе приче које је Бари причао дечацима завршиле су у збирци приповедака Мала бела птица у којој се, иначе, први пут појављује име Петра Пана, а породица Левелин Дејвис постаје прототип за породицу Дарлинг из прича о Петру Пану. Бари штампа књигу у само два примерка, за себе и за Артура Левелин Дејвиса, који свој примерак губи у возу.
Неколико година касније сву своју енергију и таленат Бари улаже у своје истинско ремек-дело Петар Пан. Силвија је брижна и нежна госпођа Дарлинг. Господин Дарлинг је дрска карикатура Артура Левелина Дејвиса. Дечаци су "Изгубљени дечаци", а Мајкл Левелин Дејвис – Петар Пан. Лик Венди Моире Анђеле Дарлинг је омаж покојној кћерци Баријевог пријатеља В. Хенлија, Маргарет Хенли, која је умрла са шест година.
После великог успеха представе Петар Пан и Венди, Бари је написао приповетку „Петар Пан, дечак који није желео да одрасте” која је затим постала омиљено дечје штиво у форми романа Петар „Пан и Венди”. Двадесетих година 20. века "Венди" се изгубила из наслова.
- Мала бела птица (The Little White Bird), поглавља XII-XVIII (1902) - на српском језику објављено као „Бела птичица”, први пут 1988. године[5]
- Петар Пан (Peter Pan), драма (постављена на сцену 1904, објављена 1928) - на српском језику први пут објављено 1954. године[6]
- Петар Пан у Кенсингтонском парку (Peter Pan in Kensington Gardens) (1906) - на српском језику први пут објављено 1960. године.[7] Године 1978. објављено у Србији и на Брајевом писму[8]
- Кад је Венди одрасла (When Wendy Grew Up) (написана 1908, објављена 1957)
- Петар Пан и Венди (Peter and Wendy) (1911), дело је касније објављивано са насловом „Петар Пан” - на српском језику први пут објављено 1946. године[9]

У данашње време појављују се и наставци доживљаја Петра Пана. Једна од таквих књига је роман Џералдине Мекохрејн „Петар Пан у гримизу”, објављен на српском језику 2007. године.

## Културолошки утицај
Захваљујући популарности ових романа, али и филмским верзијама, мит о Петру Пану постао је један од највећих културолошких феномена 20. века, а земља Недођија архетип свих имагинарних места.

## Драме
- Мали посланик (1897)
- Квалитетна улица (1902)
- Дивни Кричтон, (1902)
- Петар Пан (1904)
- Шта свака жена зна(1908)